# XXXIX Korpus Pancerny (III Rzesza)
XXXIX Korpus Pancerny – korpus pancerny Wehrmachtu, sformowany jako XXXIX Korpus Zmotoryzowany. Brał udział w agresji na Francję oraz ataku na Związek Radziecki.
Formowanie jednostki rozpoczęto 27 stycznia 1940 roku jako XXXIX Korpus Zmotoryzowany. Pod tą nazwą brał udział w 1940 roku w agresji na Francję oraz w 1941 roku w ataku na Związek Radziecki. Przemianowanie na XXXIX Korpus Pancerny nastąpiło 9 lipca 1942 roku.  Na terenie ZSRR Korpus walczył do 8 lipca 1944 roku. W tym dniu pod Mińskiem żołnierze XXXIX KPanc. oddali się do niewoli Armii Czerwonej. Dowodzący korpusem gen. Robert Martinek został zabity 28 czerwca 1944 roku. Gen. Eberhard von Kurowski, oddał się do niewoli po rozbiciu dowodzonej przez niego 110 DP, niewolę wybrał również gen. Wilhelm Ochsner, dowodzący 31 DP. Natomiast gen. Otto Schünemann (dotychczasowy dowódca 337 DP), przejął dowództwo nad XXXIX KPanc. jednak i on został zabity. Jego śmierć miała miejsce 29 czerwca 1944 roku pod Mogilewem.
Ponieważ dowództwo zadecydowało o odtworzeniu XXXIX KPanc., został on ponownie utworzony na jesieni 1944 roku. Po skierowaniu na front zachodni, uczestniczył w ofensywie w Ardenach, walcząc w składzie 5 Armii Pancernej. W 1945 roku XXXIX KPanc. walczył ponownie przeciw Armii Czerwonej, tym razem na Pomorzu i Śląsku. W maju 1945 roku żołnierze XXXIX KPanc. oddali się do niewoli aliantom zachodnim.

## Dowódcy
- gen. Rudolf Schmidt (1.02.1940 – 10.11.1941)
- gen. Hans-Jürgen von Arnim (11.11.1941 – 30.11.1942)
- gen. Robert Martinek (1.12.1942 – 13.11.1943)
- gen. Carl Püchler (13.11.1943 – 18.04.1944)
- gen. Robert Martinek (18.04.1944 – 28.06.1944) - KIA
- gen. Otto Schünemann (28.06.1944 – 29.06.1944) - KIA
- gen. Dietrich von Saucken (29.06.1944 – 15.10.1944)
- gen. Karl Decker (15.10.1944 – 21.04.1945)
- gen. Karl Arndt (21.04.1945 – 8.05.1945)[6]

## Struktura organizacyjna
Skład korpusu w czerwcu 1944 roku:
- 12 Dywizja Piechoty
- 31 Dywizja Piechoty
- 110 Dywizja Piechoty
- 337 Dywizja Piechoty